# Escuela de Graduados Pardee RAND
La Frederick S. Pardee RAND Graduate School (Escuela de Postgrado Pardee RAND) es una escuela de postgrado privada asociada a la  Corporación RAND en Santa Mónica, California, Estados Unidos. La escuela ofrece estudios de doctorado en análisis de políticas y experiencia práctica trabajando en proyectos que lleva adelante RAND para resolver problemas actuales de políticas públicas. Su campus se encuentra junto al de la Corporación RAND y la mayoría del cuerpo docente está compuesto por personal de los 950 investigadores de RAND. En 2018–19 la escuela contaba con 116 hombres y mujeres de 26 países de todo el mundo.

## Historia
La escuela fue fundada en 1970 como el Instituto RAND de Graduados (RGI). El nombre de la escuela fue modificado dos veces. En 1987, RGI paso a denominarse la Escuela de Graduados RAND. En el 2004, se adoptó el nombre actual en honor a las contribuciones de Frederick S. Pardee, un antiguo investigador y filántropo de RAND. Charles Wolf Jr. fue el presidente fundador durante el período 1970 a 1997 y continuo siendo profesor de la escuela hasta su muerte en el 2016.
En el 2013, Pardee RAND lanzó la Pardee Initiative for Global Human Progress n(La Iniciativa Pardee para el Progreso Humano Global) para concentrar el foco en el desarrollo internacional. La Iniciativa para Sustentabilidad Ambiental y de Energía John y Carol Cazier fue lanzada en 2014. Pardee RAND posee varios trabajos conjuntos con UCLA.

## Academia
Pardee RAND ofrece el título de Ph.D. en análisis de políticas. La Maestría en Filosofía (M.Phil.) se otorga a los estudiantes después de dos años de cursos y la finalización parcial de los requisitos para el Ph.D.. El primer doctorado se otorgó en 1974. En agosto de 2018, Pardee RAND había otorgado 400 Ph.Ds. y es el programa de doctorado en políticas más grande en los Estados Unidos.
El plan de estudios de Pardee RAND incluye cursos de economía, estadística, investigación operativa, ciencias políticas y ciencias sociales y del comportamiento. Los cursos de política pública se centran en temas como los determinantes sociales de la salud, la educación, la justicia civil y penal, la seguridad nacional, la población y la demografía y el desarrollo internacional.

## Entrenamiento práctico
Los estudiantes de Pardee RAND adquieren experiencia práctica y obtienen becas a través de la capacitación en el trabajo como miembros de los equipos de investigación interdisciplinarios de RAND, inicialmente como aprendices y luego en roles de mayor responsabilidad e independencia. Los estudiantes pueden postularse para trabajar en proyectos actuales con clientes en los sectores público, privado y sin fines de lucro. Las áreas de investigación de RAND incluyen niños y familias, educación y artes, energía y medio ambiente, salud y cuidado de la salud, infraestructura y transporte, asuntos internacionales, derecho y negocios, seguridad nacional, población y envejecimiento, seguridad pública, ciencia y tecnología, y terrorismo y seguridad nacional.